# Vegetarianismo ebraico
Il vegetarianismo ebraico è la credenza che l'assenza del consumo di carne sia un valore centrale ebraico e richiesto dalla Torah.

Nonostante la legge ebraica non promuova o proibisca il consumo della carne vi sono valori ebraici riguardo alla salvaguardia dell'ambiente, il benessere degli animali e la salute che sono certamente correlati con una  dieta vegetariana.

## Origine
(Genesi 1,29)
Il passaggio della Torah più importante in sostegno del  vegetarianismo ebraico è Genesi 1:29.
Nonostante la Torah successivamente parli dei sacrifici animali offrendo dettagli ben precisi su come eseguirli e imponga regole sul consumo della carne, Rabbi Shlomo Ephraim Luntschitz e Rabbi Abraham Isaac Kook sostengono che queste limitazioni nascano proprio per scoraggiare la pratica del mangiare animali.
Un altro importante passaggio riguardo al non consumo della carne è Daniele 1,8-16 dove Daniele, Azaria, Anania e Misaele si sottopongono a una prova mangiando legumi per dieci giorni risultando poi più in salute rispetto ai giovani che mangiarono il cibo del re.

## Oggi
In Israele c'è un moshav chiamato Amirim che è stato fondato da vegetariani e che tutt'oggi si sostiene grazie al turismo vegetariano.

La Jewish Vegetarian Society (JVS) è stata fondata negli anni '60 da Vivien e Philip Pick.

Nel 1975 nasce invece la The Jewish Vegetarians of North America (JVNA) con l'obiettivo di promuovere il vegetarianismo all'interno dei valori ebraici.

La JVNA ha prodotto nel 2007 un film, A Sacred Duty e nel 2015 ha cambiato il proprio nome in Jewish Veg.